# Vidiian
Vidiian är en fiktiv ras i TV-serien Star Trek: Voyager. Vidiianerna bor i Deltakvadranten och lider av en nekrotiserande pest kallad "phage". I själva verket avser begreppet "phage" en bakteriofag – ett virus som invaderar och dödar bakterier.